# التنستاد، سوابی
التنستاد، سوابی (به آلمانی: Altenstadt, Swabia) یک شهر در آلمان است که در بایرن واقع شده‌است.

## خصوصیات
التنستاد ۳۱٫۳۰ کیلومترمربع مساحت دارد ۵۳۰ متر بالاتر از سطح دریا واقع شده‌است.